# Pepsi-Cola Masters 1971 - Singolare
Il singolare del Pepsi-Cola Masters 1971 è stato un torneo di tennis facente parte della categoria Grand Prix.
Stan Smith era il detentore del titolo, ma ha perso nel round robin contro Ilie Năstase e Jan Kodeš.
Năstase ha vinto il titolo aggiudicandosi tutti i suoi incontri.

## Round Robin

### Legenda
| - Q = Qualificato - WC = Wild card - LL = Lucky loser | - ALT = Alternate - SE = Special Exempt - PR = Protected Ranking | - w/o = Walkover - r = Ritirato - d = Squalificato |

|                   | Năstase       | Richey        | Barthes       | Kodeš         | Smith         | Franulović    | Graebner      |
| Ilie Năstase      |               | 5–7, 6–4, 8–6 | w/o           | 5–7, 6–2, 6–2 | 5–7, 7–6, 6–3 | 3–6, 6–1, 6–2 | 6–3, 6–2      |
| Cliff Richey      | 7–5, 4–6, 6–8 |               | 6–3, 6–3      | 6–2, 3–6, 6–3 | 6–4, 2–6, 7–9 | 6–4, 6–3      | 7–6, 4–6, 3–6 |
| Pierre Barthes    | w/o           | 3–6, 3–6      |               | 6–3, 6–4      | 4–6, 7–6, 3–6 | 7–5, 4–6, 6–3 | 6–1, 7–6      |
| Jan Kodeš         | 7–5, 2–6, 2–6 | 2–6, 6–3, 3–6 | 3–6, 4–6      |               | 6–4, 3–6, 6–4 | 6–4, 2–6, 7–5 | 7–6, 6–4      |
| Stan Smith        | 7–5, 6–7, 3–6 | 4–6, 6–2, 9–7 | 6–4, 6–7, 6–3 | 4–6, 6–3, 4–6 |               | 6–4, 6–4      | 3–6, 7–5, 6–3 |
| Željko Franulović | 6–3, 1–6, 2–6 | 4–6, 3–6      | 5–7, 6–4, 3–6 | 4–6, 6–2, 5–7 | 4–6, 4–6      |               | 6–4, 7–6      |
| Clark Graebner    | 3–6, 2–6      | 6–7, 6–4, 6–3 | 1–6, 6–7      | 6–7, 4–6      | 6–3, 5–7, 3–6 | 4–6, 6–7      |               |

### Classifica
| Giocatore         | RR W-L | Sets W-L | Games W-L | Posizione |
| ----------------- | ------ | -------- | --------- | --------- |
| Ilie Năstase      | 6–0    | 10–4     | 81–58     | 1         |
| Stan Smith        | 4–2    | 10–6     | 95–84     | 2         |
| Cliff Richey      | 3–3    | 9–7      | 85–80     | 3         |
| Jan Kodeš         | 3–3    | 8–8      | 72–83     | 4         |
| Pierre Barthes    | 3–3    | 6–5      | 62–59     | 5         |
| Željko Franulović | 1–5    | 5–10     | 63–81     | 6         |
| Clark Graebner    | 1–5    | 3–11     | 65–81     | 7         |

La classifica viene stilata in base ai seguenti criteri: 1) Numero di vittorie; 2) Numero di partite giocate; 3) Scontri diretti (in caso di due giocatori pari merito ); 4) Percentuale di set vinti o di games vinti (in caso di tre giocatori pari merito ); 5) Decisione della commissione.